# Grand Prix de la Ville de Nogent-sur-Oise 2013
Il Grand Prix de la Ville de Nogent-sur-Oise 2013, sessantanovesima edizione della corsa, valido come evento dell'UCI Europe Tour 2013 categoria 1.2, si svolse il 17 marzo 2013 su un percorso di circa 166 km. Fu vinto dal danese Alexander Kamp che terminò la gara in 4h03'17", alla media di 40,93 km/h.
Al traguardo 51 ciclisti portarono a termine il percorso.

## Squadre partecipanti
| N. | Cod. | Squadra                        |
| -- | ---- | ------------------------------ |
|    | COF  | Cofidis, Solutions Crédits     |
|    | CMD  | Colba-Superano Ham             |
|    | CJP  | Cyclingteam Jo Piels           |
|    | DKK  | Designa Køkken-Knudsgaard      |
|    | DOL  | Doltcini-Flanders              |
|    | CWO  | T.Palm-Pôle Continental Wallon |
|    | TBJ  | Team Bergstrasse Jenatec       |
|    | GLU  | Team Cult Energy               |
|    | CCD  | Team Differdange-Losch         |

| N. | Cod. | Squadra                       |
| -- | ---- | ----------------------------- |
|    | TJM  | Joker-Merida                  |
|    | PPO  | Team Nippo-De Rosa            |
|    | VBG  | Team Vorarlberg               |
|    | TWJ  | To Win-Josan Cycling Team     |
|    | JVC  | Ventilair-Steria Cycling Team |
|    | WBC  | Wallonie-Bruxelles            |
|    |      | Armée de Terre                |
|    |      | Guidon Chalettois             |

## Ordine d'arrivo (Top 10)
| Pos. | Corridore          | Squadra          | Tempo    |
| ---- | ------------------ | ---------------- | -------- |
| 1    | Alexander Kamp     | Cult Energy      | 4h03'17" |
| 2    | Alexis Bodiot      | Armée de Terre   | a 1"     |
| 3    | Jérôme Baugnies    | To Win-Josan     | a 7"     |
| 4    | Daan Meijers       | Jo Piels         | a 9"     |
| 5    | Sebastien Foucher  | Cofidis          | s.t.     |
| 6    | Tom Dernies        | Wallonie-Br.     | s.t.     |
| 7    | Marc Sarreau       | Guidon Chalet.   | a 11"    |
| 8    | Florian Bissinger  | Vorarlberg       | a 18"    |
| 9    | Benoît Sinner      | Armée de Terre   | a 1'05"  |
| 10   | Bert Van Lerberghe | Ventilair-Steria | a 1'22"  |